# Salwa

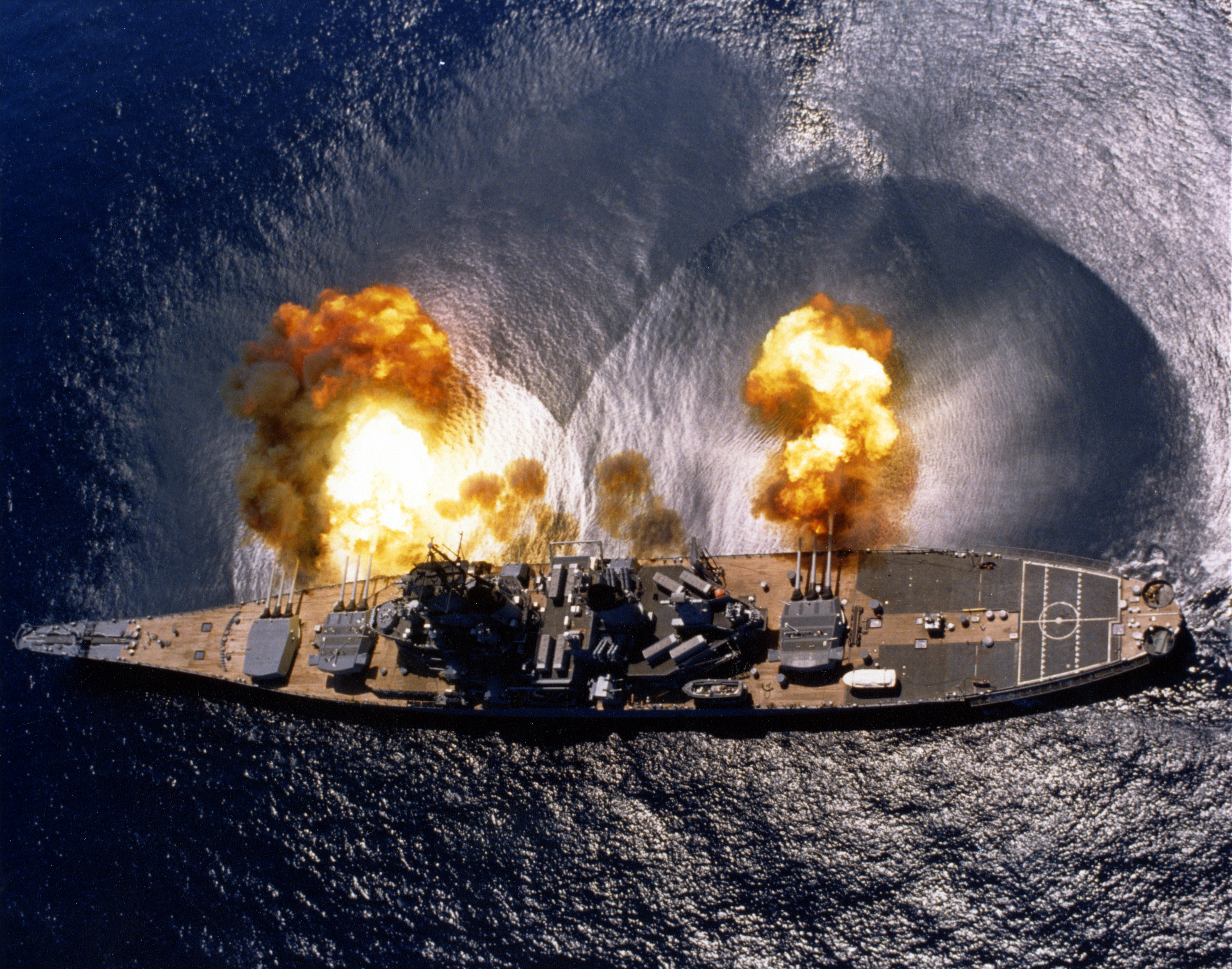
Pancernik USS "Iowa" oddający salwę burtową

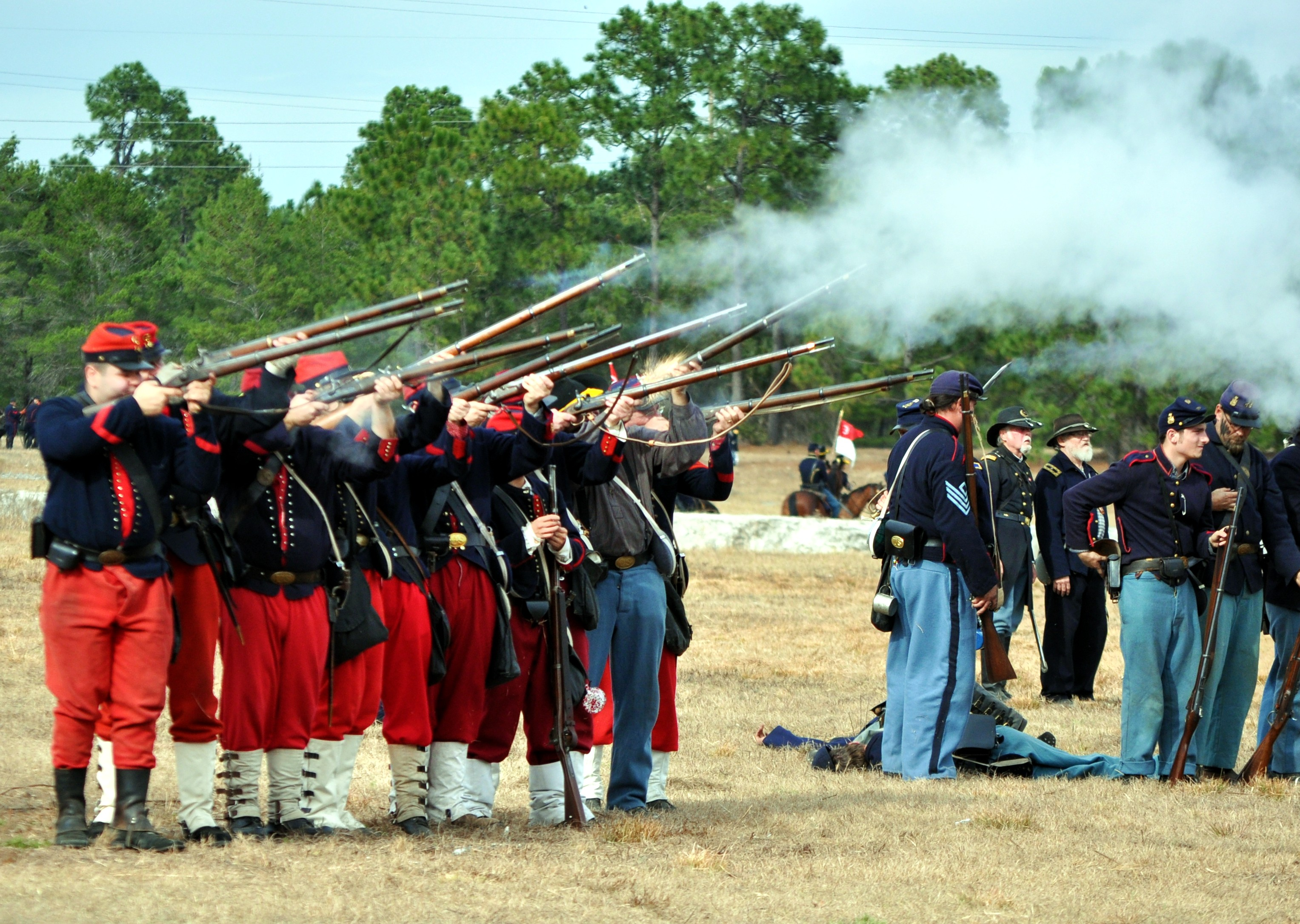
Salwa z broni strzeleckiej

Salwa – jednoczesny wystrzał z wielu sztuk broni palnej. Strzelanie salwami pozwalało zrekompensować niską szybkostrzelność broni, poprzez wypuszczenie wielu pocisków naraz, zwiększające prawdopodobieństwo rażenia celu. Było zwłaszcza elementem taktyki piechoty używającej broni odprzodowej (np. kontrmarsz). Strzelanie salwami, przede wszystkim salwami burtowymi, było także częste w czasie starć okrętów na morzu od wieku XVII aż do połowy wieku XX, kiedy to artyleria w tego typu starciach straciła na znaczeniu na rzecz broni rakietowej. W przypadku okrętów strzelanie salwami pozwalało ponadto obserwować miejsce upadku pocisków, w celu korekt celowania.
Salwy oddaje się również na wiwat. W takich wypadkach najczęściej broń nabija się ślepą amunicją.